# Pm36
Паровоз Pm36 (пол. Pośpieszny — дословно — «скорый», по смыслу — «пассажирский» (дальнего следования), m — тип 2-3-1, разработан в 1936 году; прозвище — Елена Прекрасная (Piękna Helena)) — польский магистральный пассажирский паровоз, выпущенный в 1937 году. Лауреат золотой медали на Всемирной выставке в Париже.

## История
В августе 1936 года на завод Fablok из Министерства транспорта поступил заказ на 2 магистральных пассажирских паровоза, при этом чтоб на одном из них был установлен обтекаемый капот. Это было необходимо для проведения сравнительных испытаний двух паровозов с одинаковыми параметрами на высоких скоростях и тем самым получить данные о влиянии аэродинамического сопротивления. Руководил проектированием ведущий польский конструктор Казимеж Зембжуский (Kazimierz Zembrzuski). К концу лета проект паровоза, которому присвоили обозначение Pm36, был готов. 1 сентября на заводе началось строительство 2 паровозов по указанному проекту и в 1937 году, на следующий день после Пасхи, оба паровоза были построены. Оба паровоза были почти одинаковыми по конструкции. Различие заключалось в том, что на паровозе Pm36-1 был установлен обтекаемый капот, из-за чего он получился на 3 тонны тяжелее, чем Pm36-2. Спустя короткое время Pm36-1 вместе с одним из паровозов Pt31 был отправлен на Всемирную выставку в Париж. На этой выставке Pm36 был удостоен Золотой медали, что свидетельствовало о том, что польское паровозостроение по качеству уже сумело достичь общемирового уровня.
После паровозы Pm36 были направлены на Варшавский железнодорожный узел, где обслуживали скорые поезда вплоть до 1942 года, то есть и в период немецкой оккупации. После паровоз Pm36-2 был переведён в Германию для сравнения со скоростными немецкими паровозами. Паровоз Pm36-1, у которого к тому времени уже был снят обтекаемый капот, в Германию не попал, так как во время одного из рейсов из Варшавы в Лодзь у него в котле сработали плавкие предохранительные пробки (защита от перегрева и возможного взрыва котла), из-за чего он был отставлен от эксплуатации. Согласно польским данным, паровоз был впоследствии распилен немцами на металлолом. Однако согласно немецким источниками, паровоз на самом деле был захвачен в 1944 году наступающими советскими войсками, на что указывают и советские источники. Согласно им, паровоз получил полное обозначение 18601 и поступил на железные дороги Белорусской ССР, где эксплуатировался до первой половины 1950-х.
Примечательно, что в то время на территории Белорусской ССР ещё оставалось несколько паровозов серии ИС (немцы их было захватили в качестве трофеев в 1941 году, но при отступлении были вынуждены оставить). В 1937 году один из представителей этой серии (ИС20-241) также был представлен на Всемирной выставке и также завоевал золотую медаль, а заодно и Гран-при, тем самым обойдя Pm36 (при том, что ИС было выпущено 649 шт., а Pm36 — всего 2 шт.). Сам Pm36-1, наиболее вероятно, к концу 1950-х был разрезан на металлолом.
Несколько другая судьба была у второго паровоза серии. После войны Pm36-2 вернулся в Польшу и эксплуатировался в локомотивном депо Познани. В основном он выполнял второстепенную работу, так как в то время на этом направлении не требовались паровозы, рассчитанные на скорости 120 км/ч. В 1965 году паровоз был снят с эксплуатации и передан в музей в Варшаве. В 1990-х было решено вернуть его в работу для обслуживания ретропоездов. В 1995 году паровозу был проведён соответствующий ремонт, после чего он поступил в локомотивное депо Вольштын. В мае 1999 года, в честь 80-летия завода Fablok, паровоз Pm36-2 провёл фирменный поезд по маршруту Хшанув — Тшебиня — Хшанув. В 2003 году была проведена экспериментальная поездка, в которой паровоз, рассчитанный на скорость 120 км/ч, достиг скорости в 130 км/ч.